# Nanotitanops
Nanotitanops — вимерлий рід Brontothere з середнього еоцену Китаю. Він містить один вид, N. shanghuangensis. Він відомий лише за поодинокими зубами, найменшими з усіх відомих у родині.

## Опис
Цей рід на даний момент відомий лише за стоматологічними даними. Хоча він зберігає деякі основні риси, зуби мають особливості, які вказують на те, що він є відносно похідним. Морфологія зубів найбільше схожа на значно більші роди Epimanteoceras і Rhinotitan.